# 菊花白
菊花白即菊花白酒，是北京中华老字号仁和酒业出产的一种白酒，

## 历史
菊花白本为明朝至清末由御膳房专门酿制的宫廷御酒，清帝逊位后始有市售。2007年，菊花白因为酿制技艺独特、品质卓越，被列为北京市非物质文化遗产；2008年又被列入国家级非物质文化遗产名录。